# Bougnette

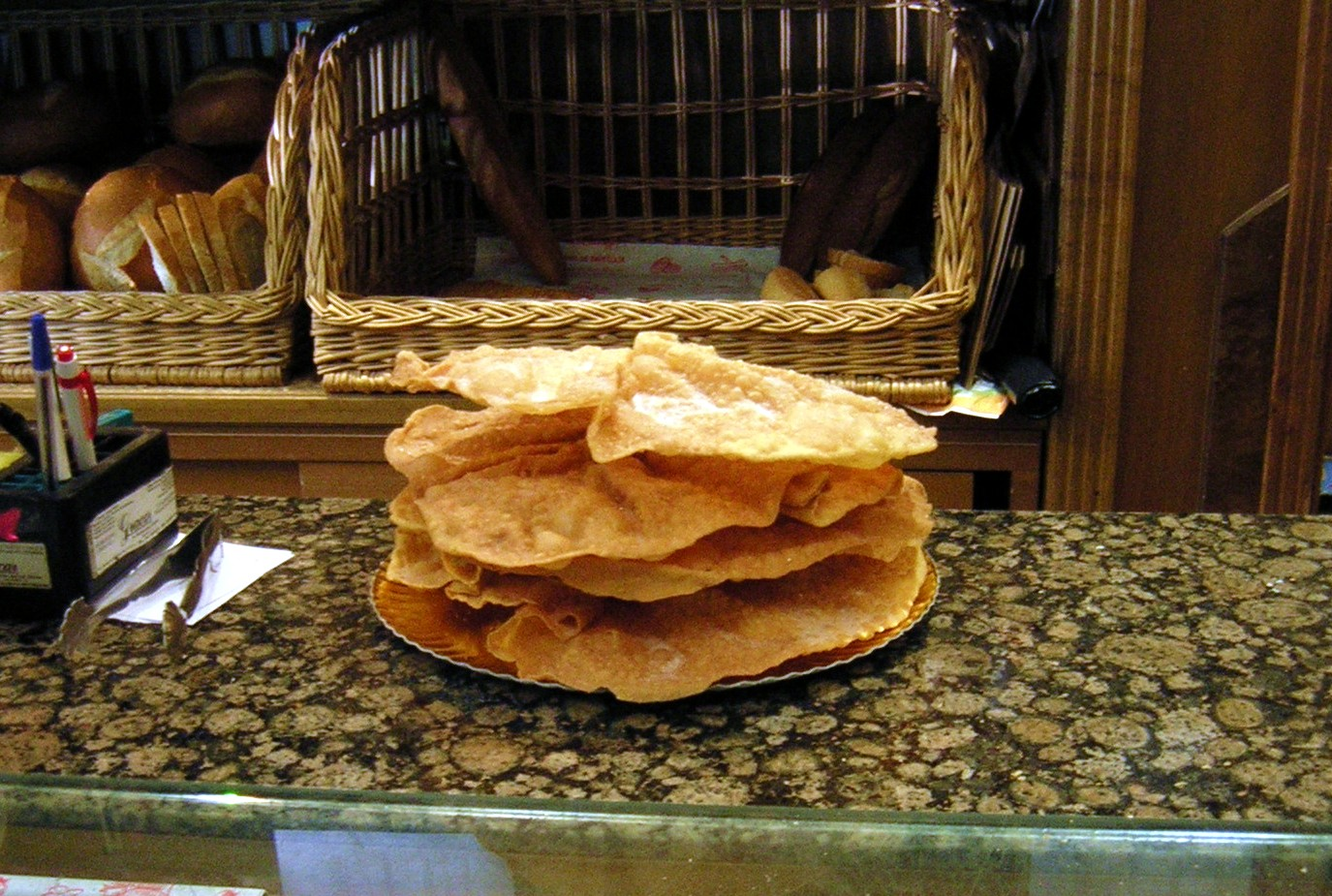
Bougnettes du Roussillon

Bougnette est un terme culinaire désignant généralement un type de beignet, mais aussi, parfois, une spécialité charcutière.

## Définitions

### Roussillon
Les bunyetes, ou bougnettes, sont des beignets légers, parfois craquants, ronds, de la taille d'une assiette, saupoudrés de sucre, dont la pâte est généralement agrémentée d'eau de fleur d'oranger. C'est une spécialité traditionnelle catalane du Roussillon, qui se déguste traditionnellement au Mardi gras ou à Pâques. Elles ont également divers autres noms, selon que l'on vient du Conflent, de la Côte Rocheuse, de Cerdagne, du Capcir ou même du Mexique, on les appellera bunyols, crespells, orelletes, garrifes, ou encore crespeth, dans le Val d'Aran, et aurelhetas dans une bonne partie des terres occitanes.

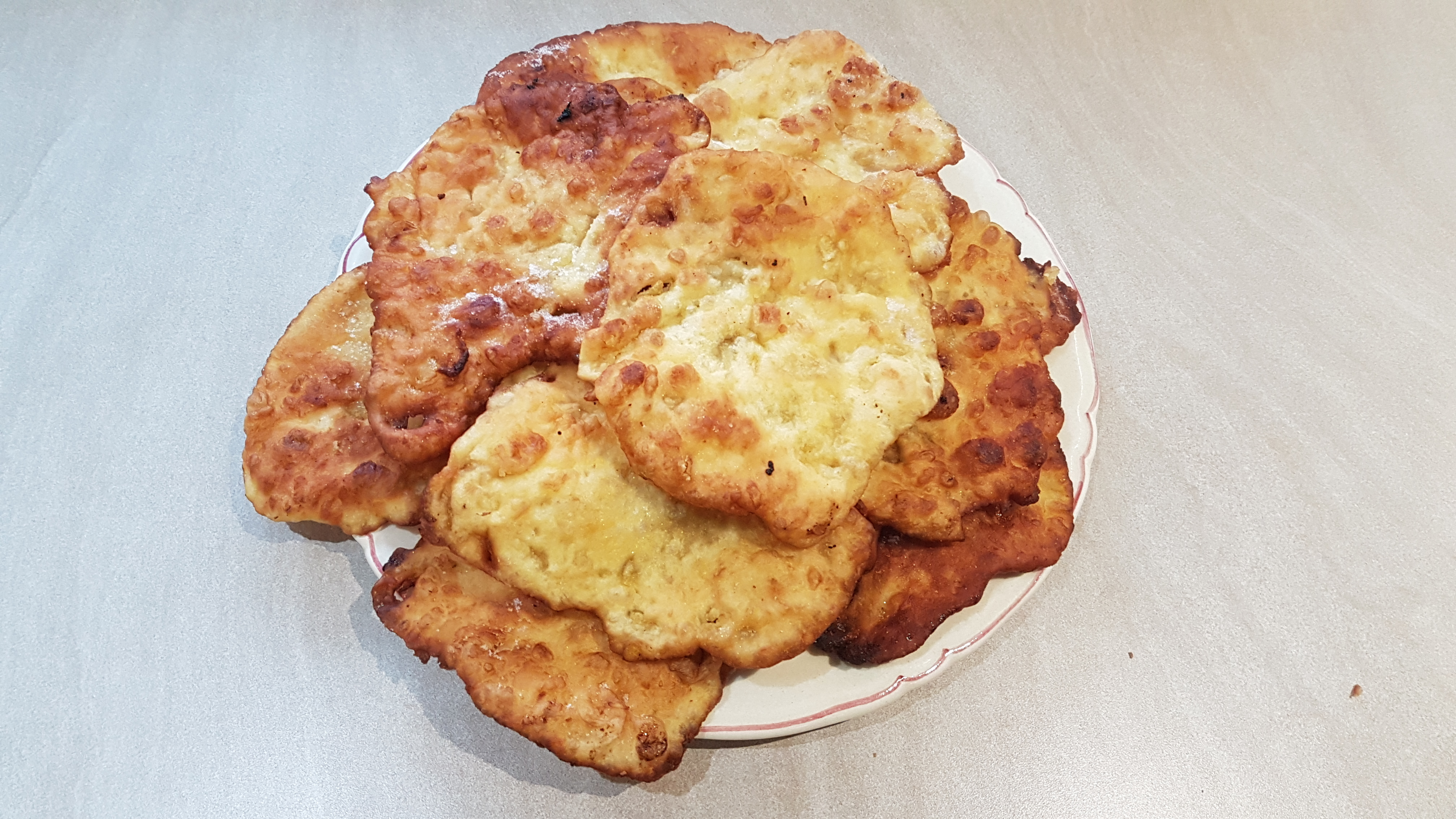
Bunyetes "maison" à Céret (Vallespir).

Le 24 avril 1794, la mairie de Salses, dans les Pyrénées-Orientales, doit faire face aux pénuries et prend un arrêté municipal pour interdire la fabrication des bougnettes, accusées de contribuer à épuiser les réserves d'huile et « d'être nuisibles à la santé du corps humain ».

### Savoie
Le terme de bougnette désigne aussi une autre sorte de beignet en Savoie, proche du beignet de pommes de terre.

### Languedoc
Il existe aussi une spécialité charcutière du Haut-Languedoc, entre Mazamet, Lacaune et Saint-Pons-de-Thomières, appelée bonheta (bougnette), se composant d'une grosse boule (10 à 15 cm de diamètre) de hachis de poitrine de porc mêlé à une panade de pain et d’œufs, enveloppée de crépine. C'est une tradition culinaire ancienne, datant du Moyen Âge (citée dans les Statuts et coutumes de la Commanderie de Saint-André de Gaillac de 1271).